# Thorsten Judt
Thorsten Judt (* 30. Juni 1971 in Niederdreisbach/Westerwald) ist ein ehemaliger deutscher Fußballspieler.

## Spielerkarriere
Seine fußballerische Laufbahn begann Judt bei den Sportfreunden Daaden, über TuS Friedewald und die SG 06 Betzdorf kam er zu Bayer 04 Leverkusen, wo er bis 1994 spielte. Weitere Stationen waren von 1994 bis 1998 beim Fortuna Düsseldorf, mit dem er 1995 in die Fußball-Bundesliga aufstieg und 1997 wieder in die Zweite Bundesliga abstieg, und von 1998 bis 2003 beim damaligen Zweitligisten Rot-Weiß Oberhausen. 2003 wechselte er zum damaligen Regionalligisten Kickers Offenbach, mit dem er 2005 in die Zweite Bundesliga aufstieg, wo er noch 3 Jahre bis zum Abstieg 2008 spielte. Bei Kickers Offenbach war er fünf Jahre lang der erfolgreichste Vorbereiter. Zur Saison 2008/09 wechselte er zum Drittligisten FC Rot-Weiß Erfurt. Thorsten Judt saß zudem zeitweise als Vertreter der 2. Bundesliga im Spielerrat der Vereinigung der Vertragsfußballspieler (VdV).
Insgesamt absolvierte Judt in der Bundesliga 43 Spiele und schoss drei Tore. In der 2. Bundesliga waren es 251 Spiele und 18 Treffer. Hinzu kamen noch 81 Einsätze in der Regionalliga beziehungsweise 3. Liga mit acht Toren. 1993 nahm Judt mit der Bundeswehr-Nationalmannschaft an der Militär-Weltmeisterschaft in Marokko teil und belegte den dritten Rang.
Im Sommer 2009 beendete Thorsten Judt seine Karriere zunächst, startete dann allerdings im November 2009 ein Comeback beim Meerbuscher Landesligisten TuS Bösinghoven, wo er im Sommer 2010 seine Spielerkarriere endgültig beendete.

## Trainerlaufbahn
Thorsten Judt war von Juli 2010 bis Juli 2013 als Co-Trainer der U17 beim Hamburger SV (B-Jugend-Bundesliga Nord/Nordost) beschäftigt. Er besitzt die Trainer-A-Lizenz. Von 2013 bis 2015 war er Cheftrainer der U17 des HSV. Seit 2019 trainiert er die 1. Mannschaft der SG Wallmenroth/Scheuerfeld in der Bezirksliga Ost (FV Rheinland).

## Trivia
Judt nahm am 17. März 2009 als Online-Qualifikant an der TV Total Poker-Nacht teil, wo er den sechsten Platz von sechs Teilnehmern belegte.